# Renault AHN
Le Renault AHN est un camion léger fabriqué par le constructeur français Renault à Boulogne-Billancourt à partir de 1941.

## Histoire
Au milieu des années 1930, Renault répond à une commande de l’armée française et produit le Renault AGR à partir de 1937. Ce petit camion de 3,5 tonnes de charge utile est apprécié par l’armée qui en achète plusieurs milliers. En 1939, la Seconde Guerre mondiale éclate : arès l'invasion de la Pologne le 1er septembre, le 3 septembre, le Royaume-Uni déclare la guerre  à l’Allemagne nazie à 11 h, suivi par la France à 17 h, ce qui pousse l’armée française à commander de nouveaux véhicules.
À partir de 1940, la France est occupée par les troupes nazies et vit des heures difficiles. Toute l’industrie française est mise à contribution pour soutenir l’effort de guerre allemand. Chez Renault, les Allemands prennent le contrôle de l'usine de Boulogne-Billancourt pour diriger la production, et notamment celle des utilitaires, parmi lesquels figure le Renault AHN.
Citroën remporte un premier marché avec son U23 mais Renault figure en bonne place avec son AGR. Le constructeur développe un nouveau véhicule militaire, simple à produire et bon marché, qui doit remplacer l'ancien AGR. Le premier prototype est présenté en février 1940. Baptisé AHN, le véhicule est très simple de conception avec une cabine plate, sans capot saillant, inclinée vers l’avant. On peut considérer que c'est une cabine semi-avancée. Il offre une charge utile de 4 tonnes. Sa conception s’inspire fortement de l’AHR présenté à la fin de l’année 1939. Il reçoit l'homologation des Mines le 14 février 1941.
La France est envahie avant la mise en production de l'AHN et la production se fera au seul profit de la Wehrmacht à partir du mois de mars 1941. Le véhicule est alors dénommé Renault AHN1 mais sa charge utile est abaissée à 3,5 tonnes. Le moteur est un six cylindres de quatre litres de cylindrée qui développe 75 ch, qui autorise une vitesse de pointe de 59 km/h. Le véhicule est également commandé par le régime de Vichy pour remplacer sa flotte de poids-lourds en très grande partie réquisitionnée par l’armée allemande.
En mai 1941, une version gazogène vient compléter l'offre du AHN1, nommée AHNH1, qui ne sera fabriquée qu'à seulement 271 exemplaires jusqu’en décembre 1942. Cette version civile devait permettre de circuler malgré la pénurie d’essence. Destinée essentiellement au marché civil, car les militaires avaient accès à l’essence, elle ne connut aucun débouché, attendu que, pendant l’occupation, les déplacements étaient quasiment interdits.
La première série de l'AHN (AHN1) sera produite jusqu'en juillet 1944 à 15 610 exemplaires. Les AHN1 se distinguent par leurs phares encastrés dans la face avant. La production restera faible à cause des bombardements sur l’usine Renault de Boulogne-Billancourt qui ont affecté l’outil de production, mais aussi parce que certains ouvriers sabotaient les véhicules en déposant du sable dans les carters moteurs. Ils seront renommés par l'armée allemande Renault Lastkraftwagen 3,5 t AHN. 
La production de l'AHN sera relancée en novembre 1944 après la libération de l'usine de Billancourt par les alliés. On voit alors le lancement du Renault AHN2 dont la production est réservée à l’effort de guerre français. Les Renault AHN2 seront écoulés ensuite sur le marché civil. Les modifications sont minimes par rapport au AHN1. La production se poursuit de novembre 1944 à juin 1946, période durant laquelle seulement 8 400 unités seront produites. À ce chiffre, il convient d'ajouter une anecdotique version gazogène AHNH2 produite entre octobre 1944 et mai 1945 à 211 exemplaires.
L’AHN connaîtra une 3e évolution en juin 1946 avec l'AHN3. L'évolution du modèle est un peu plus visible avec un plateau à ridelles abaissé de 22 cm, la longueur diminuée de 12 cm et la largeur augmentée de 12 cm. Il sera fabriqué jusqu’en janvier 1947 en à peine 2 000 exemplaires écoulés sur le marché civil. 
L'AHN fut remplacé par le Galion faisant entrer les camions Renault dans une nouvelle ère, moderne, plus en conformité avec les modèles des autres constructeurs.